# K1 (tanque)
O K1 é um tanque de guerra sul coreano desenvolvido para as forças armadas do país.

## Historia e desenvolvimento
Durante os anos 70 a Coreia do Sul estava equipada com grandes quantidades de carros de combate M-47 e M-48 armados com canhões de 90mm. A partir de 1971, a vizinha Coreia do Norte, apoiada pela China e pela União Soviética, começou a receber carros de combate T-62, que embora não fossem os mais sofisticados veículos do bloco comunista (tinham começado a ser substituídos pelos T-72) eram mesmo assim, uma ameaça qualitativa.
Armados com canhões de 115mm Rapira os T-62 eram superiores aos M-47 e M-48A2 da Coreia do Sul armados com canhão de 90mm.
A Coreia do Norte recebeu um primeiro lote de 350 tanques entre 1971e 1975, que foram reforçados com um segundo lote de 150, recebidos entre 1976 e 1978 e por um terceiro lote que foi negociado em 1976 e que foi fornecido entre 1980 e 1989 que atingiu 470 unidades.
O parque de carros T-62 da Coreia do Norte, elevou-se para 970 exemplares. A recepção destes carros de combate levou a Coreia do Sul a considerar a necessidade de uma reação rápida, que inicialmente passou pela aquisição de carros de combate M-60. No entanto, rapidamente se concluiu que os M-60 mais antigos não eram claramente superiores aos T-62, e não havia número suficiente de carros M-60A3 (a última versão deste carro de combate) para fornecer ao exército.
É desta necessidade que surge a especificação sul-coreana, que foi estudada pela General Dynamicy, tendo apresentado o projeto do K1.
Embora baseado claramente no Abrams norte-americano, o sistema motriz era de origem alemã, porque os sul coreanos rejeitaram o motor a turbina do tanque americano. A primeira versão do K1 utilizava ainda o armamento de 105mm que se tinha tornado em padrão no exército da Coreia do Sul.
Mais tarde já nos anos 90, foi desenhado um novo veículo utilizando uma arma de calibre 120, que se tinha tornado standard também no Exército dos Estados Unidos. A mais recente derivação do veículo é conhecida como Black Panther e para já é apenas um projeto, do qual foram fabricadas cerca de duas dezenas do modelos É um veículo que também está em estudo para aprovação por outras forças armadas.

## Descrição

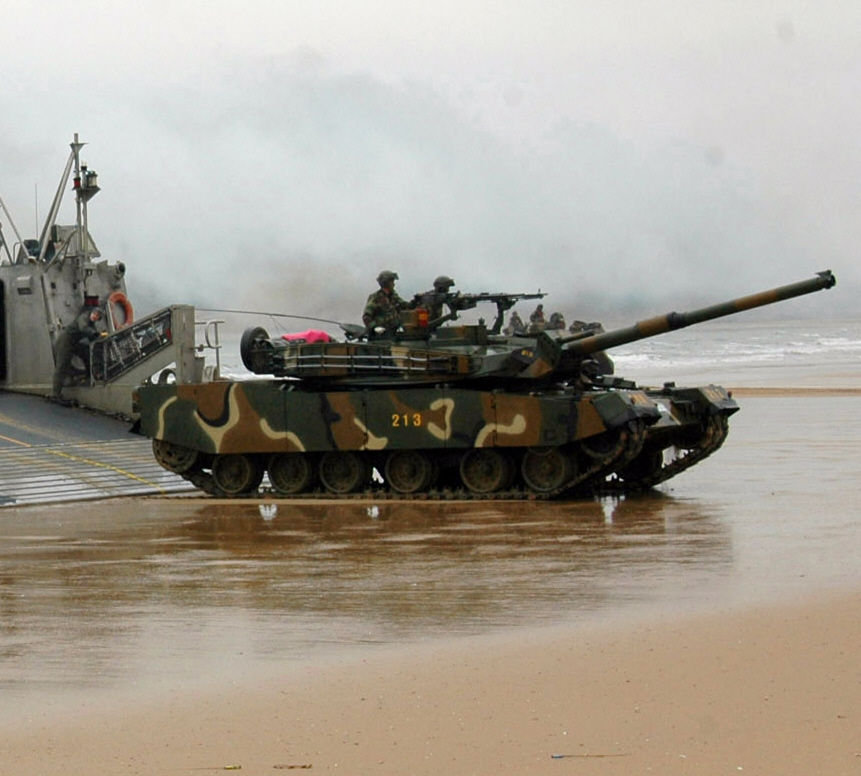
K1 durante treinamento de desembaeque de Doca.

O modelo Type-88/K1A1 da Hyundai foi desenvolvido pela General Dynamics, quase conjuntamente com o M1A1 Abrams norte-americano.
As parecenças entre os dois veículos são aliás bastante evidentes, nomeadamente no desenho da torre.Por uma questão logística, e porque a Coreia do Sul contava na suas fileiras com centenas de carros de combate M-48A5 modernizados, que estavam armados com o canhão de 105mm L7, o K1 também foi equipado com aquela arma, a qual além do mais era igual à do carro de combate norte-americano Abrams.
A entrada ao serviço do K1, voltou a dar ao exército da Coreia do Sul a vantagem tecnologica sobre a Coreia do Norte, vantagem que mantém até hoje. Mais tarde já nos anos 90, foi desenhado um novo veículo utilizando uma arma de calibre 120, que se tinha tornado standard também no Exército dos Estados Unidos. A opção pelo calibre 120 no entanto, também chegou às forças armadas da Coreia do Sul, que conceberam o veículo seguinte K1A1 com esse tipo de armamento.

## Principal utilizador
- Coreia do Sul
- Designação Local: K1
- Quantidade Máxima: 800 - Quantidade em serviço:800
- Situação operacional: Em serviço

Desenvolvido com o objetivo de ultrapassar tecnologicamente os carros de combate T-62 da Coreia do Norte nos anos 70 o K1 foi o primeiro carro de combate construído na Coreia do Sul, embora tivesse sido concebido fora do país segundo uma especificação sul coreana.
O K1 é superior em todos os quesitos aos seus opositores norte-coreanos, mesmo considerando que dispõe apenas de uma peça principal de 105mm. A maioria dos carros de combate norte-coreanos são na realidade T-54 armados com uma canhão de 100mm e com uma blindagem que pode ser perfurada com facilidade pelo canhão sul-coreano.